# Länsväg 149
De Zweedse weg 149 (Zweeds: Länsväg 149) is een provinciale weg in de provincie Gotlands län in Zweden en is circa 49 kilometer lang. De weg voert langs de noordwestkust van het eiland Gotland.

## Plaatsen langs de weg
- Visby
- Väskinde
- Lummelunda
- Kappelshamn
- Lärbro

## Knooppunten
- In de buurt van Länsväg 140, Länsväg 143, Länsväg 148
- Länsväg 148 bij Lärbro (einde)